# American Skin (41 Shots)
«American Skin (41 Shots)» es una canción compuesta por el músico estadounidense Bruce Springsteen. La canción, que denuncia la muerte de Amadou Diallo a manos de la policía de Nueva York, fue interpretada con frecuencia durante la gira de reunión con The E Street Band entre 1999 y 2000, y estrenada en el concierto de Atlanta (Georgia) el 4 de junio de 2000, el último antes de tocar durante diez días en el Madison Square Garden de Nueva York. Diallo, que en el momento de los hechos estaba desarmado, fue alcanzado por 19 de los 41 disparos que le realizaron los agentes cuando vieron que iba a coger su cartera, malinterpretando el gesto y pensando que iba a coger un arma. La interpretación de «American Skin (41 Shots)» provocó controversia en Nueva York, donde el sindicato Patrolmen's Benevolent Association llamó al boicot del concierto.
Una versión en directo fue publicada en el álbum Live in New York City, y dos años después en el recopilatorio The Essential Bruce Springsteen. En abril de 2001, una versión de estudio fue publicada en un sencillo promocional de tirada limitada y en formato CD-R en los Estados Unidos. Un video musical con la actuación en directo del Madison Square Garden y dirigido por Jonathan Demme fue también estrenado en 2001.
En abril de 2012, «American Skin (41 Shots)» fue interpretada con frecuencia en la gira Wrecking Ball Tour en respuesta al asesinato de Trayvon Martin. Springsteen volvió a tocar la canción el 16 de julio de 2013, pocos días después de que George Zimmerman, autor del asesinato de Martin, fuese declarado inocente. Tras su interpretación a lo largo de la gira, Springsteen regrabó la canción y publicó una nueva versión en el álbum High Hopes.